# Foresto Sparso
Foresto Sparso – miejscowość i gmina we Włoszech, w regionie Lombardia, w prowincji Bergamo.
Według danych na styczeń 2009 roku gminę zamieszkiwało 3135 osób przy gęstości zaludnienia 407,1 os./1 km².